# Ypsolopha dentella
Ypsolopha dentella là một loài bướm đêm thuộc họ Ypsolophidae. Loài này có ở châu Âu và Anatolia.

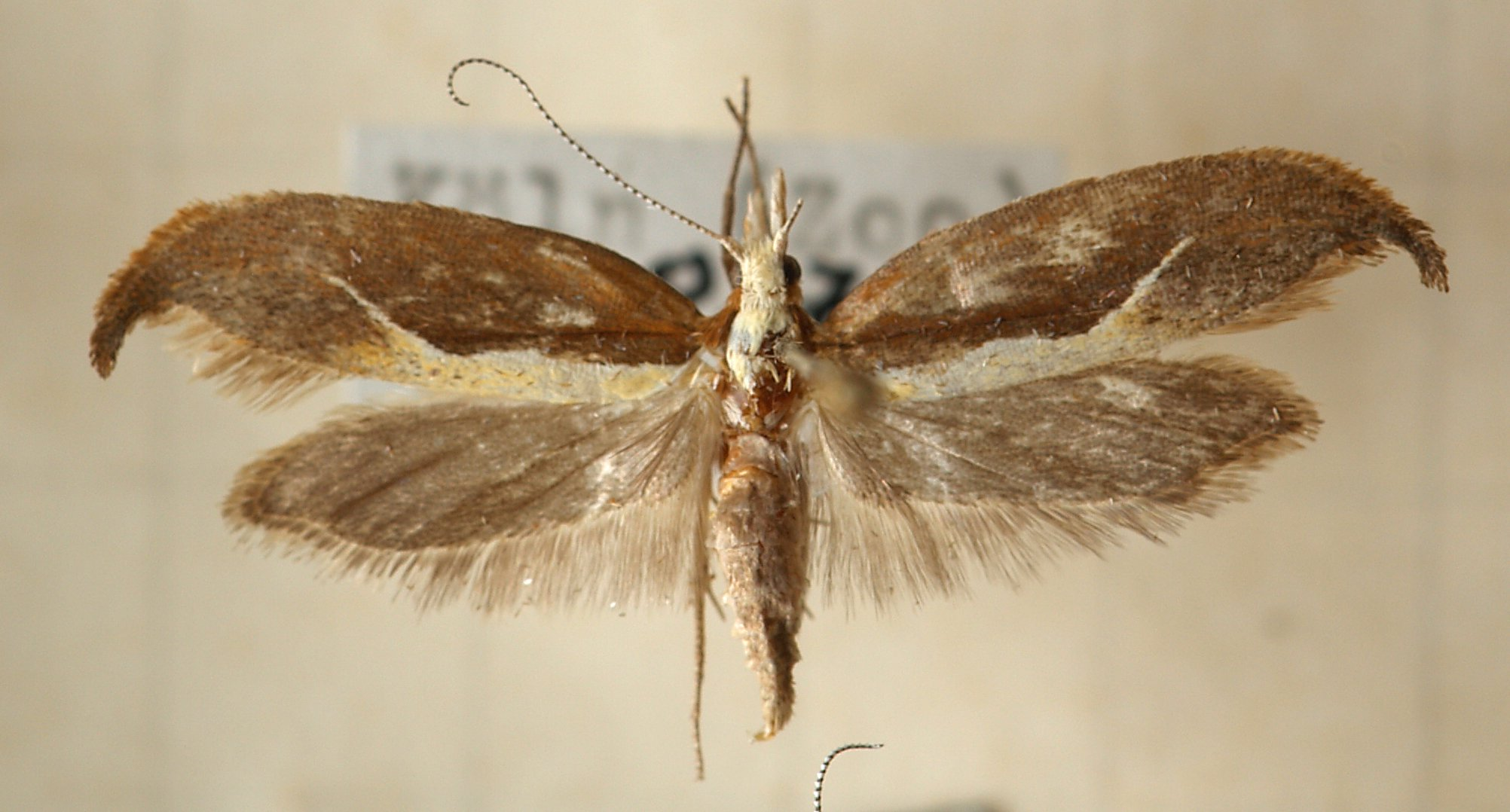
Mounted specimen

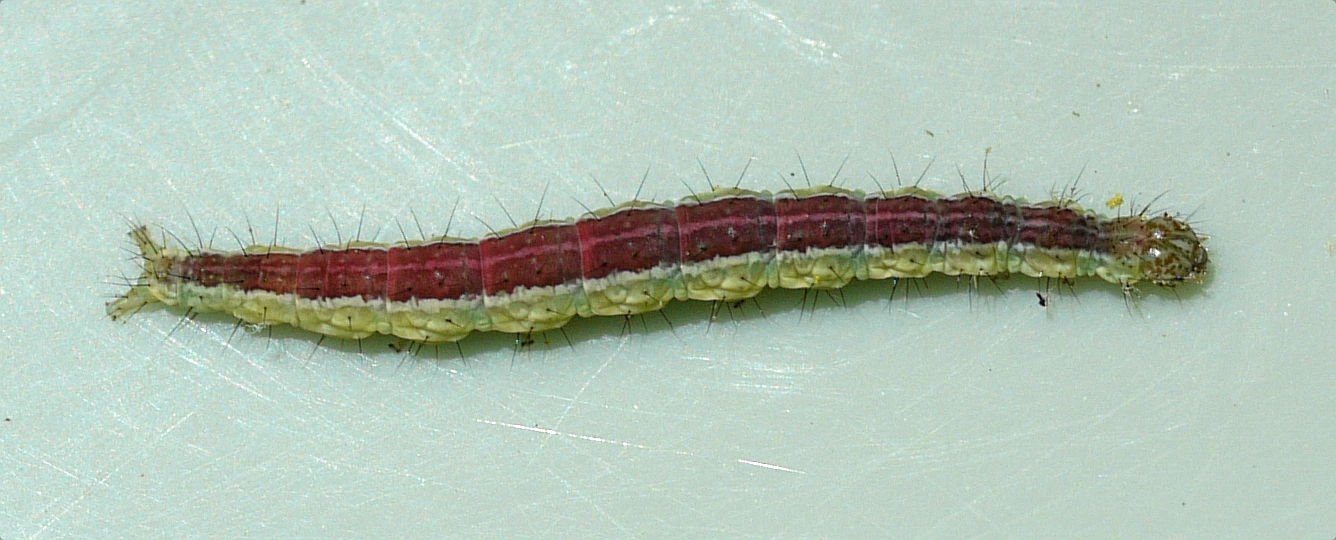
Sâu bướm

Sải cánh dài 18–23 mm. Con trưởng thành bay từ tháng 6 đến tháng 9 tùy theo địa điểm.
Ấu trùng ăn kim ngân, Symphoricarpos albus và Weigela.

## Hình ảnh

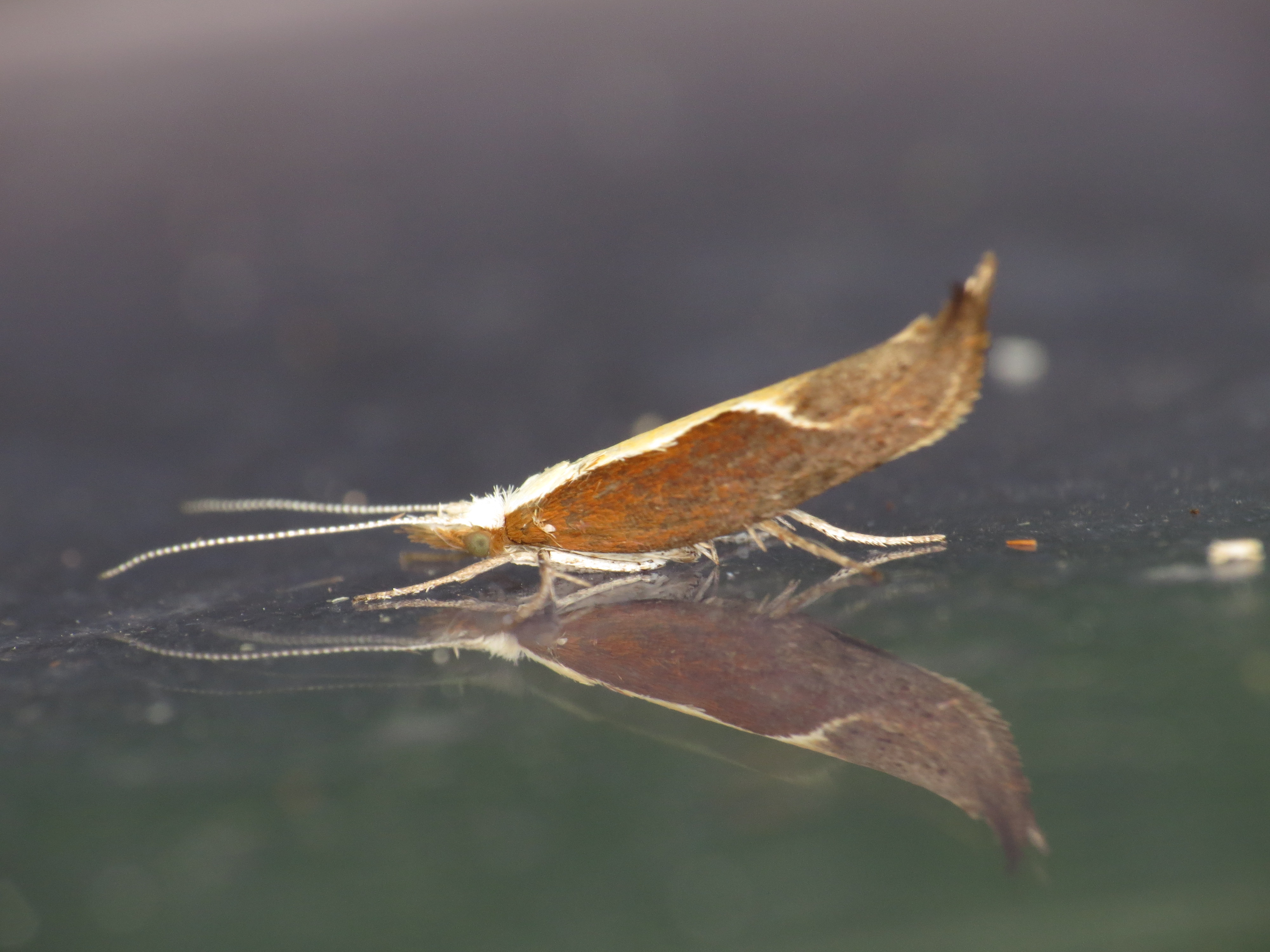
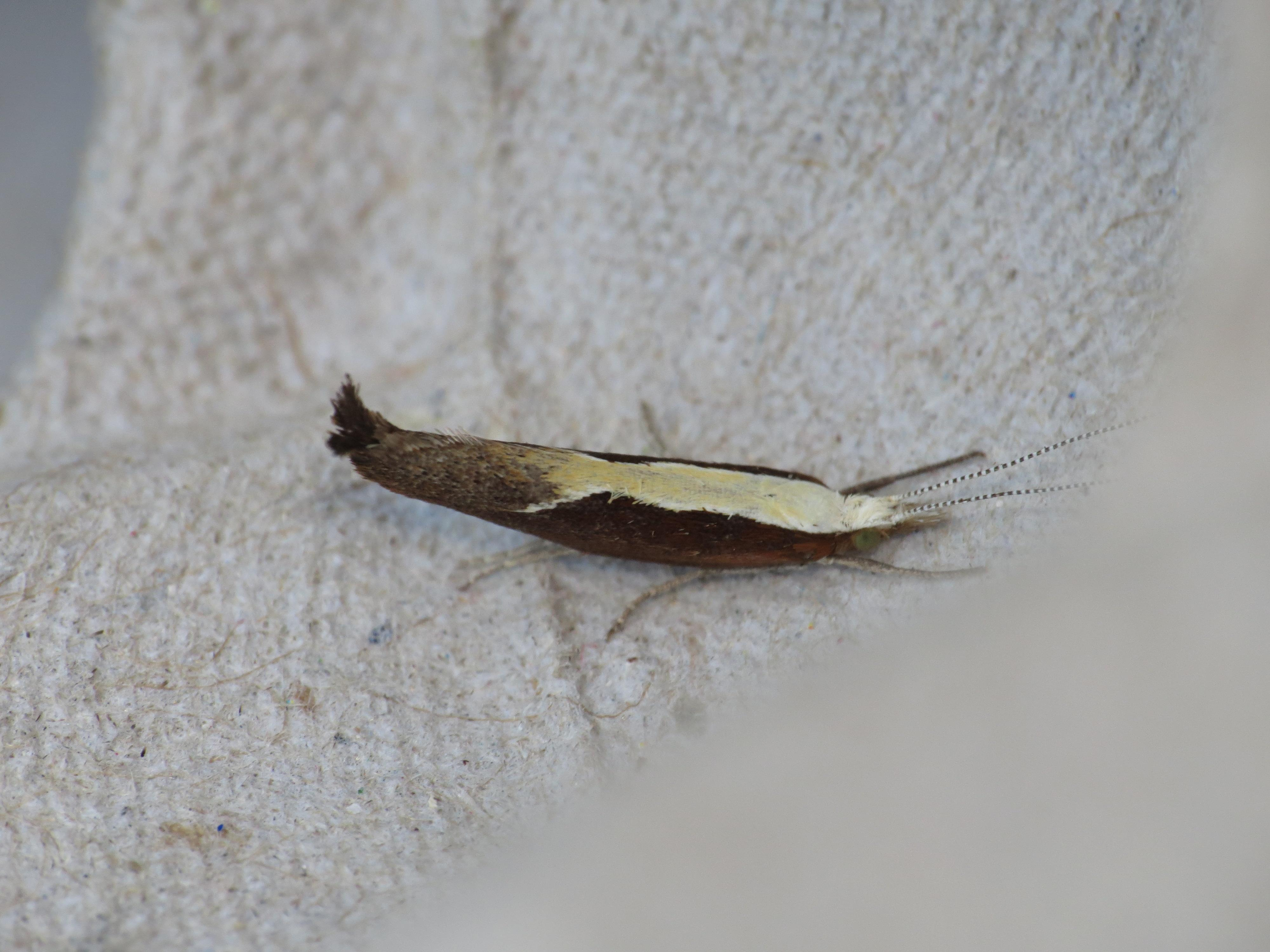
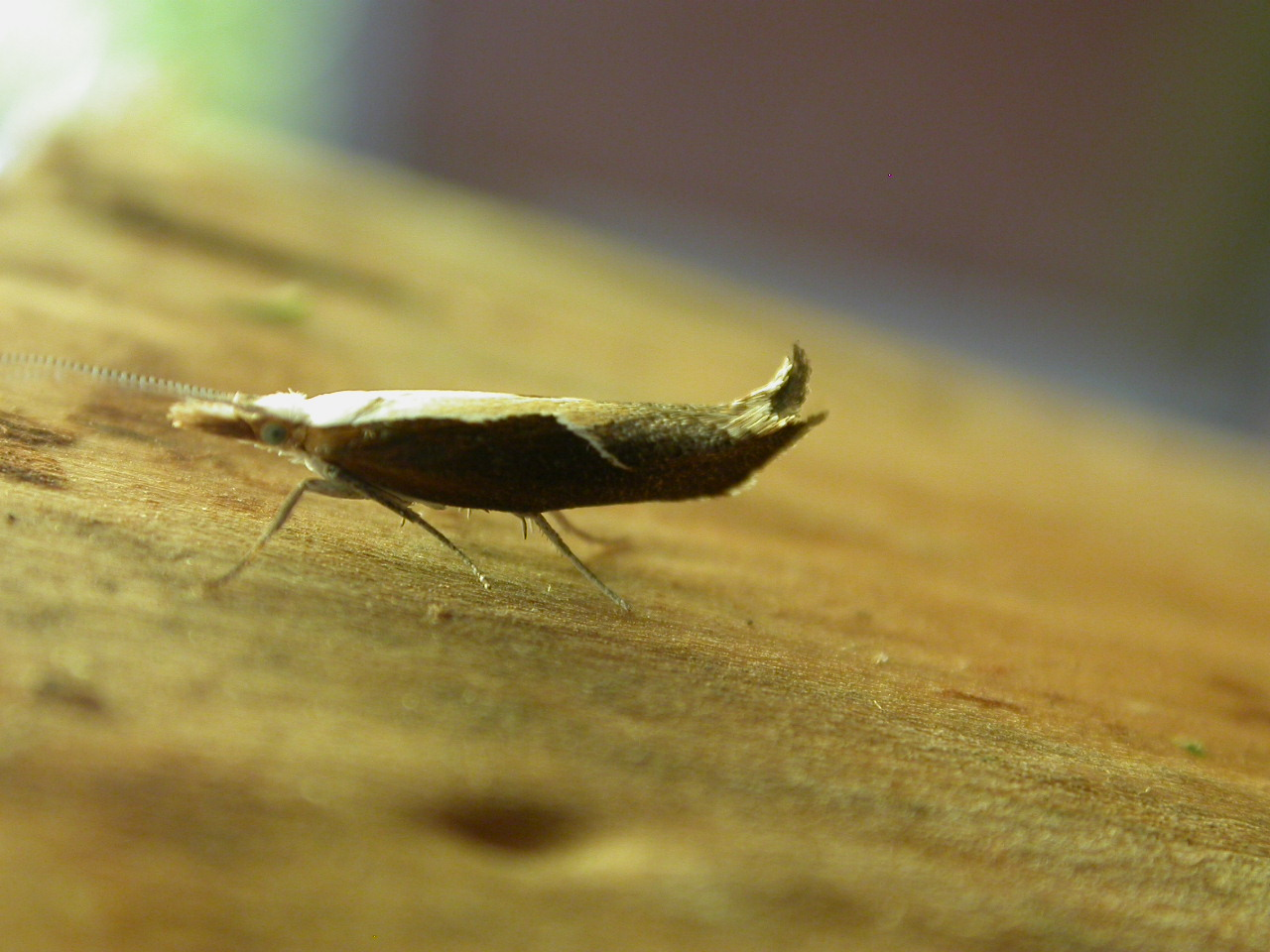
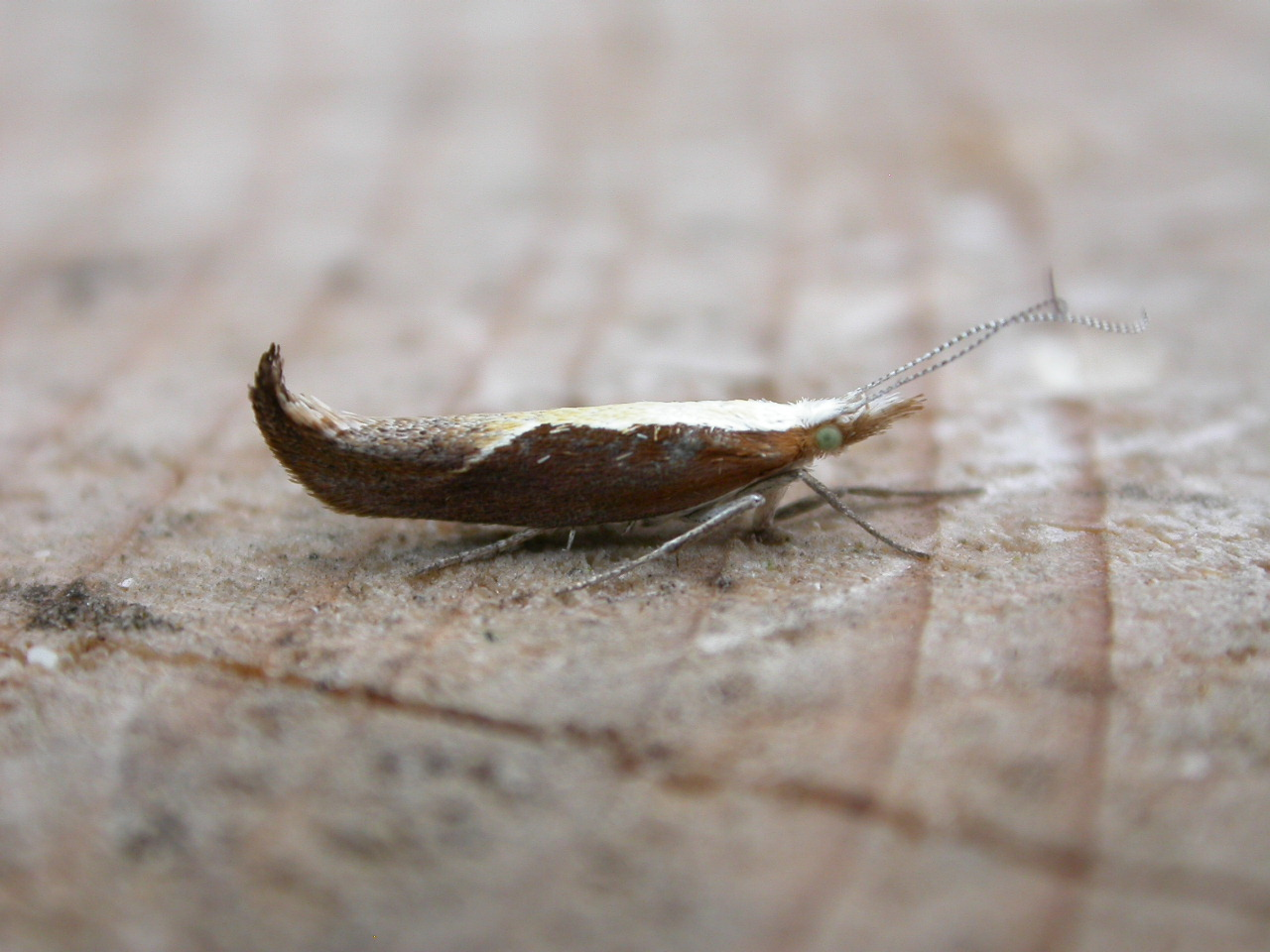